# Capricornia boisduvaliana
Capricornia boisduvaliana is een vlinder uit de familie bladrollers (Tortricidae). De wetenschappelijke naam is voor het eerst geldig gepubliceerd in 1836 door Duponchel.
De soort komt voor in Europa.